# 송악도서관
송악도서관은 대한민국 제주특별자치도에 있는 공공도서관이다.

## 연혁
남제주군립도서관 설치 조례에 근거하여 1990년에 서귀포교육청(지금의 제주특별자치도 서귀포시교육청)이 개관하였다. 1991년 도 단위 교육자치가 시행됨에 따라 상급 기관인 제주도교육청(지금의 제주특별자치도교육청)이 설치되면서 군립에서 도립으로 전환되었으며, 1995년에는 이동도서관을 운영하기 시작하였다.

## 현황

### 소장 자료
2011년 1월 현재 도서는 총 104,925책, 비도서 자료는 1,302점을 소장하고 있다.

### 시설
도서관 건물은 제주특별자치도 서귀포시 대정읍 동일하모로149번길 12에 위치하고 있다. 구체적인 자료실 및 편의시설 배치는 다음과 같다.
- 자료실 : 종합자료실, 전자정보실, 평생교육실
- 열람실 : 성인열람실, 학생열람실, 아동열람실

## 이용

### 이용 시간
- 자료실 : 09:00 ~ 18:00
- 전자정보실 : 09:00 ~ 18:00
- 열람실 : 08:00 ~ 23:00
- 휴관일 : 국경일, 개관기념일(12월 20일), 기타 관장이 공고한 날
- 열람실만 개관하는 날 : 매주 월요일

### 회원 자격
- 제주특별자치도 서귀포시 대정읍에 주민등록이 되어 있는 읍민
- 제주특별자치도 서귀포시 대정읍에 직장을 둔 자

### 자료 대출 규정
- 대출자격 : 회원증을 소지한 본인에 한해 도서 대출
- 대출권수 : 1인 3책
- 대출기한 : 7일(1회에 한해 7일을 연장할 수 있음)